# Etimologia numelui Transilvaniei

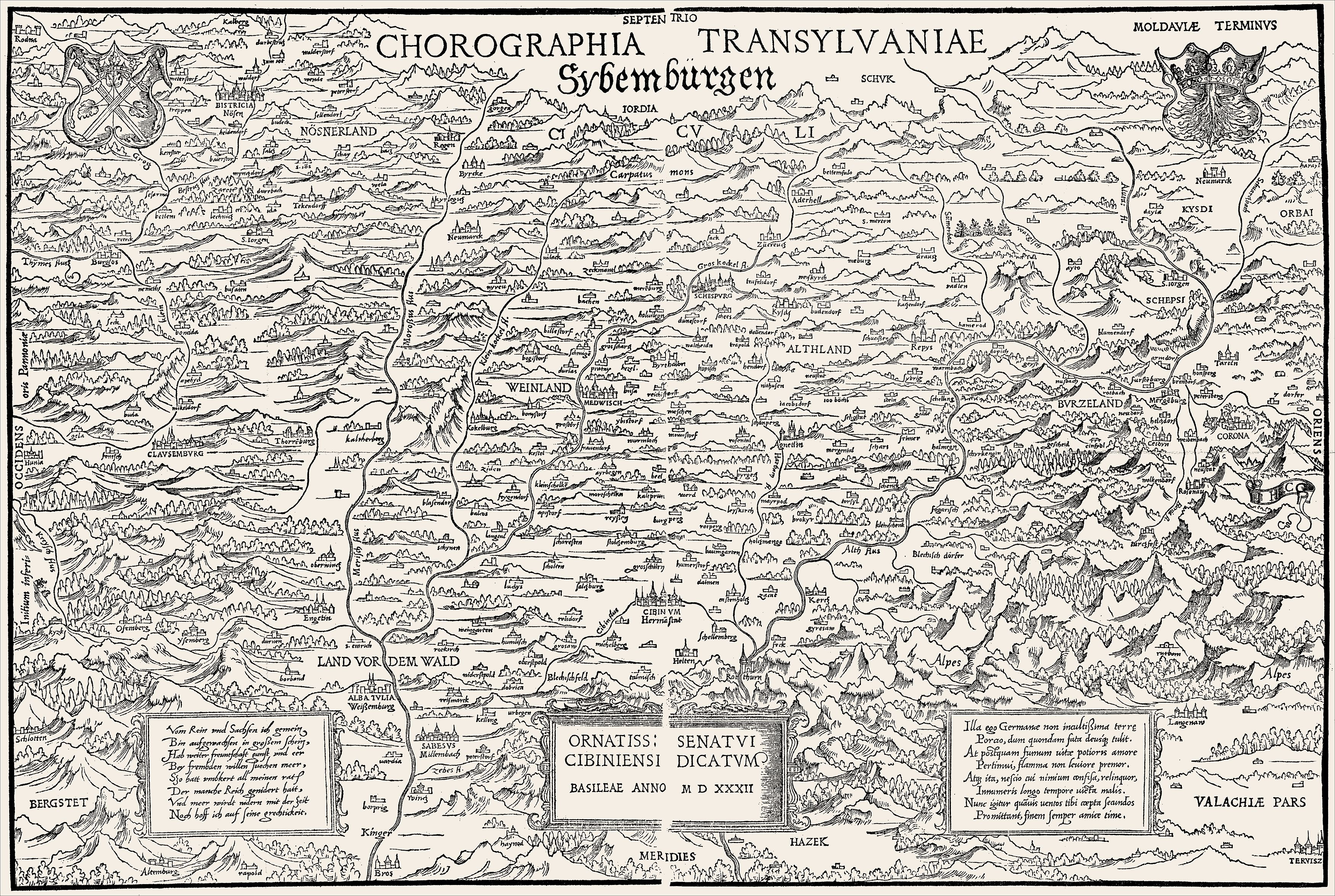
Johannes Honterus, Harta Transilvaniei,
Basel, 1532:
Chorographia Transylvaniae
Sybembürgen

Numele Transilvaniei, derivat din latina medievală de cancelarie, este atestat în anul 1075 sub forma „terra ultra silvam”, în traducere țara de peste pădure. Ulterior, la începutul secolului al XII-lea, teritoriul apare menționat ca Partes Transsylvana, adică Părțile de dincolo de pădure. Denumirea maghiară Erdély este de asemenea derivată de la substantivul erdő, care înseamnă pădure. Prima atestare în limba română datează din 1472 sub forma Ardeliu. Denumirea germană este Siebenbürgen, în traducere Șapte cetăți. Această denumire a fost de asemenea tradusă din latina de cancelarie, atestată fiind ca Septem urbium (1241) respectiv Septemcastris (1248), iar în 1296 pentru prima dată sub forma Siebenbürgen. 
Istoriografia turcă a receptat forma maghiară, numind ținutul respectiv Erdel, iar istoriografia slavă a receptat numele german, numind ținutul Siedmiogród (în poloneză), Sedmihradsko (în cehă), Семиградье (în rusă).

## Cronologie
Primul autor care s-a preocupat de originea numelui Transilvaniei a fost umanistul Enea Silvio Piccolomini, mai târziu papă sub numele de Pius al II-lea.

### Originea numelui maghiar „Erdély”
Erdely este o denumire în maghiară dată unei părți din Transilvania. Are o etimologie controversată. Anonymus scrie în latină „Erdelw” în secolul XII-XIII
„Exinde montes descenderunt per tres menses et deveniunt in confinium regni Hungariae, scilicet in Erdelw.

»In Erdelw igitur quieverunt et pecora sua recreaverunt.«
»Almus in patria Erdelw occisus est, non enim potuit in Pannoniam introire.«”
„Predictus uero tuhutum uir prudentissimus misit quendam uirrum asututm patrem opaforcos ogmand, ut furtiue ambulans preuideret sibi qualitatem et fertilitatem terre ultra siluane: et quales essent habitatores eius. Quod si posse esset, bellum cum eis committeret. Nam uolebat tuhutum per se nomen sibi et terram aquirere. Vt dicunt nostri ioculatores: omnes locaa sibi aquirebat, et nomen bonum accipiebant. Quid plura? Dum pater ogmand speculator tuhutum per circuitum more uulpino, bonitatem et fertilitatem terre et habitatores eius inspexisset, quantum humanus uisus ualet. Vltra quam dici potest dilexit, et celerrimo cursu ad dominum suum reuersus est. Qui cum uenisset: domino suo de bonitate illius terre multa dixit. Quod terra illa irrigaretur optimis fluuiis, quorum nomina et utilitates seriatim dixit. Et quod in arenis eorum aurum colligerent, et aurum terre illius optimvm esset. Et ut ibi foderetur sal et salgenia, et habitatores terre illius uiliores homines essent tocius mundi. Quia essent blasij et sclaui, quia alia arma non haberent, nisi arcum et sagittas, et dux eorum geleou minus esset tenax et non haberet circa se bonos milites, et auderent stare contra audatiam hungarorum, quia a cumanis et picenatis multas iniurias peterentur.”
(Cap. 25 De prudentia tuhutj (Despre înțelepciunea lui Tuhutum): Dar mai sus-zisul Tuhutum, bărbat foarte înțelept, a trimis un bărbat viclean, pe Ogmand, tatăl lui Opaforcos, pentru ca, umblând, să observe calitatea și fertilitatea țării și ce fel ar fi locuitorii acesteia. Și dacă ar fi posibil să poarte război cu aceștia. Căci Tuhutum voia să-și câștige prin sine nume și pământ. Cum spun bufonii noștri: toți și-au câștigat ținuturi și au primit nume bun. Ce să mai spun? În timp ce tatăl Ogmand, iscoada lui Tuhutum, examina, pe cale ocolită după obiceiul vulpesc, bunătatea și fertilitatea pământului și pe locuitorii acestuia, cât țintește privirea omenească, i-a plăcut mai mult decât se poate spune și s-a întors la stăpânul său în cea mai mare fugă. Care (Ogmand), pe când a venit la stăpânul său, i-a spus multe despre bunătatea acelei țări. Că acea țară este udată de cele mai bune fluvii, al căror nume și utilitate le-a spus pe rând. Și că în nisipul acestora se culege aur și aurul acelei țări este foarte bun. Și în ce fel acolo se extrage sare și sărături și că locuitorii acelei țări sunt cei mai neînsemnați din toată lumea. Pentru că sunt blasi și slavi, pentru că nu au alte arme decât arcul și săgețile și ducele acestora Gelou este mai puțin ferm și nu are în jurul său ostași buni și nu ar îndrăzni să stea împotriva curajului ungurilor, pentru că suferă multe vătămări din partea cumanilor și picenaților (pecenegilor).)
Numeroși cercetători interpretează ultra silvana și Transilvania drept echivalente latinești ale denumirii maghiare erdeuelu, adică erdő elve (v. mai jos). Anonymus face această mențiune o dată în capitolul 12, dedicat „Lodomeriei” și „Galiției”, dar în contextul localizării geografice a țării lui Menumorut și a codrului Igfon. Citat (în ortografia latină din original):
„Terram uero que est inter thisciam et siluam igfon, que iacet ad erdeuelu, a fluuio morus usque ad fluuium zomus, preoccupauisset sibi dux morout, cuius nepos dictus est ab hungaris menumorout, eo quod plures habebat amicas, et terram illam habitarent gentes cozar qui dicuntur.”
(Terram vero que est inter Thisciam et silvam Igfon, que iacet ad Erdeuelu a fluvio Morus usque ad fluvium Zomus, preoccupavisset sibi dux Morout, cuius nepos dictus est ab Hungaris Menumorout, eo quod plures habebat amicas, et terram illam habitarent gentes Cozar qui dicuntur.)
Variantele cele mai vechi, medievale, din cronici și texte oficiale, ale denumirii Transilvania sunt terra ultrasilvana sau terra ultra silvam. Spre exemplu, Anonymus, notarul regelui Béla, scrie în cronica sa: De terra ultra siluana (titlul cap. 24); Nam terram ultra siluanam posteritas tuhutum usque ad tempus sancti regis stephani habuerunt (în același capitol); cuius sanctus rex stephanus subiugauit sibi terram ultra siluanam (cap. 27, „De morte Gelu”). (V. mai jos și Tonciulescu.)
Unii cercetători consideră varianta Ardeal din limba română a fi derivare maghiară, având drept caracteristică adaptarea întâlnită și în alte nume proprii: Erdőd -> Ardud etc.
Cuvântul maghiar erdő înseamnă „pădure, codru” (din verbul maghiar de origine fino-ugrică ered = a izvorî; o derivare este eredet „origine, sorginte”). În textele medievale este atestat erdeuelu = erdő elő , interpretat în maghiara modernă ca erdőelv > erdő elve > erdő elő > Erdély „de dinaintea pădurii”, în contrast cu interpretarea „(de) dincolo de pădure”. (Având însă în vedere ortografia oscilantă a cronicii lui Anonymus, cât și a celorlalți autori medievali, interpretările sunt nesigure, deoarece „u” putea reprezenta pe latinește deopotrivă literele (implicit sunetele): „u”, „v”, „ü”, „ö” scurt, „ő” lung.)

### Etimologia numelui „Ardeal”
Controversată este semnificația și originea termenului românesc Ardeal, atestat documentar de regele hazar Iosif, care a trimis o scrisoare în jurul anului 960 rabinului de Córdoba Hasdai ibn Șaprut. Monarhul hazar menționa „țara  Ardil” (în ebraică Ereț Ardil, „ארדיל”), bogată în aur și argint. Nicolae Drăganu afirmă că la locul în cauză trebuie citit Ardebhíl, și este vorba de orașul Ardebil din Armenia.   Varianta Ardeliu este atestată abia din anul 1432.
„Numele românesc popular al țării este Ardeal. Acest nume se poate citi pentru prima dată într-un document din 1432: Ardeliu (Ștefan Pascu, Voievodatul Transilvaniei, volum I,pagina 22)”
.  
Alți cercetători au adus în discuție termeni de origine indo-europeană derivați din tema *er(a)dh, din care ar proveni, printre altele, și celticul Arduenna („pădure”). În sprijinul acestei ipoteze ar pleda prezența radicalului "ard" (cu sensul de „înălțime”) în toponimia europeană (Arda, Ardal, Ardistan, Ardiche, Ardennes, Ardelt, Ardilla etc.). În această ipoteză, Ardeal ar însemna „loc înalt și păduros”. Trebuie amintit aici și forma latina "Arduus" care apartine aceleiasi radacini etimologice și forma indiana veche "ardhuka" "a prospera" si forma albaneza  "ardh-" care cu extensia "na" a dat "ardhuna" insemnând "profit" "castig"  Cuvintele "aridica" si formele "rădica", "rîdica", "ar(i)dica" apartin acestei rădacini si se poate aminti semantic si epitetul Dacia "Felix" insemnând Dacia "Prosperă"
Unii cercetători au propus o explicație bazându-se pe lexicul limbii sanscrite: har-deal (în ebraică, har „munte”), „Grădina Domnului”, ceea ce s-ar suprapune peste o tradiție românească creștină străveche, și anume aceea că Ardealul este „Grădina Maicii Domnului”. Dar aceasta ipoteză este foarte puțin plauzibilă.
Terminatia “-eal” in românescul cuvânt “Ardeal” probează de asemenea că n-a fost preluat in română din maghiară Terminatia maghiară “-ely” devine “ei” in română. Cuvântul Ardeal in mod evident nu are terminatia “ei” in română 
S-a luat de asemeni în considerare faptul că ungurii (uniune tribală ce trăise mult timp în stepă) nu ar fi avut în vocabular cuvântul „pădure”, trebuind să-l împrumute de undeva (deși vatra străveche, de pe ambii versanți ai munților Urali, unde trăiesc și astăzi populații ugrice, sunt împăduriți). Totodată s-a constatat și fenomenul lingvistic potrivit căruia, pentru cuvintele românești preluate de maghiari, "ea" se transformă în "é", iar „a” inițial tinde să fie transcris „e”, potrivit sistemului fonetic maghiar. 
Limba maghiară nu apartine grupului limbilor indo-europene iar cuvântul “Ardeal” este de origine Indo-Europeana. 
Până în prezent, nici un lingvist nu a reușit să dea o lămurire etimologică plauzibilă numelui "Erdély" decât prin erdő "pădure" cu adaosul sufixal -ély, acesta din urmă interpretat ca distorsionare a cuvântului elve. Totuși, etimoanele nu sunt atestate altundeva în limba maghiară.
Problema etimologiei cuvântului "Ardeal" a fost tratată și de Paul Lazăr Tonciulescu, în cartea sa Ardeal, pământ și cuvânt românesc (Editura Miracol, București, 2001, ISBN 973-9315-60-7). Autorul trece în revistă diversele teorii apărute de-a lungul timpului și le evaluează sub toate aspectele. Tonciulescu scrie într-o notă de subsol (într-o altă carte) atașată textului ediției îngrijite de el a cronicii lui Anonymus,Gesta ungarorum (care conține și textul original în facsimil):
În toate edițiile lui Anonymus publicate, ultra siluam din originalul latin este reprodus ultrasiluana. Corect, avem adverbul ultra = „foarte” și adjectivul siluana = „păduroasă”, deci „foarte păduroasă”. Ceea ce este foarte important constă în faptul că, pentru „țara de dincolo de pădure”, așa cum a fost tradusă până în prezent de toți traducătorii, sintagma ultra siluana, L. Fejérpataky folosește, în traducerea în ungurește, forma erdőntuli föld (erdő „pădure”, tuli [túli] „[de] dincolo” și föld „țară” [de fapt „pământ”], deci „țara de dincolo de pădure”). Dar, dacă Erdély ar însemna „țara de dincolo de pădure”, se pune întrebarea: de ce L. Fejérpataky nu folosește cuvântul Erdély pentru a traduce în ungurește terra ultra siluana? Răspunsul este foarte simplu: pentru că terra ultra siluana nu se traduce în ungurește cu „Erdély”. Apoi, terra ultra siluana se referă la țara lui Gelou, care era la nord de Erdeuelu/Erdély, „Ardeal”.
De subliniat că traducerea lui ultrasiluana prin foarte păduroasă este unică în literatură, așa recunoaște însuși Tonciulescu. Mai mult, ea contravine sensului adverbului latin ultra, care nu înseamnă foarte, așa cum o confirmă și cele mai prestigioase dicționare. Există deci motive întemeiate pentru a considera traducerea lui ultrasiluana prin foarte păduroasă drept eronată.

### Etimologia cuvântului „Siebenbürgen”
Ca și numele de „sași”, denumirea de „Siebenbürgen” reprezentând chiar și astăzi regiunea intracarpatică, are în jurul ei controverse importante în rândul istoricilor. Prin „Siebenbürgen” se înțelegea inițial numai provincia Sibiului, astăzi ea cuprinde regiunea de podiș dintre Munții Apuseni, Carpații Meridionali și Carpații Orientali, adică tocmai zona denumită tradițional de către  maghiari drept „Erdély” (Ardeal). Cele mai vechi interpretări ale acestui nume sunt:
- Anul 1241: 
  - în „Analele de la Zwifalt”: „Tartari terras Pannonie, Septum urbium, Moraviae vestaverunt”[4]
  - în „Annales Sancti Trudperti”: „...Tartari terras Pannonie, Septum urbium, Moraviae vestaverunt”[5]
- Anul 1242: în notițele călugărului Erfurt: „Eodem anno Tartari in Ungaria, terra scilicet Septem castrorum, civitatem dictam Hermanii villam in Aprili expugnantes, usque ad centum ibi peremerunt...”[6]
- Anul 1285: mențiune: „...Eodem anno Tarthari terram Ungarie que dicitur Septemcastris, intraverunt et multos chirstianos captivaverunt et occiderunt” și „...quid audientes Septemcastrenses”.[7]
- Anul 1296: o mențiune despre un anume „maister Dietrich von Siebenbuergen”.[8]
- Anul 1300: Ottacher din Stiria amintește despre „Sybenburger”.[9]

După cum se poate observa, în numeroasele variante ale lui „Siebenbürgen” și „terra scilicet Septem castrorum” apare numeralul „șapte” (respectiv septem) și substantivul „Burg” (respectiv „castrum”). Primul care a încercat o explicație a fost Papa Pius al II-lea  (Aeneas Silvius Piccolomini) care a sugerat că numele vine de la existența unui număr de șapte orașe. Acesta a făcut referire la Sibiu, Cluj, Sighișoara, Sebeș, Mediaș, Brașov, și Bistrița. Th.Nägler consideră că Papa Pius al II-lea și o mulțime de alți cercetători din acest domeniu care au încercat o enumerare a unor orașe existente în acea epocă care să fie în număr de șapte, nu au putut aduce dovezi științifice credibile. Pentru a susține o asemenea afirmație, el indică faptul că adeseori s-au făcut referiri de localități care au fost întemeiate ulterior perioadei în care numele de „Siebenbürgen” a devenit cunoscut. Th.Nägler dă în acest sens exemplul orașului Brașov care datează dintr-o perioadă mai târzie decât Sibiul, Clujul sau Sebeșul, adică din secolul al XIII-lea. În plus, susține Nägler, până în secolul al XIII-lea în Transilvania nu existau orașe medievale.

Emblema cu cele „Șapte cetăți” componente

Eduard Robert Rösler  avansează ideea că sașii nu au înțeles denumirea veche a orașului Sibiu, „Cibinium” sau cea presupus a fi a unui greav localnic, „Villa Hermanni”, și au numit așezarea „Cibinburg”. Din „Cibinburg”, după părerea sa ar fi luat naștere numele de „Siebenbürgen”, care ar fi devenit după un timp și numele întregii provincii a Sibiului. De fapt, numele de „Cibinburg” nu apare menționat în niciun document până în secolul al XIV-lea, sașii adaptând în dialectul săsesc cuvântul „Cibin” în forma „Zabeng” care este o exprimare foarte diferită de „Siebenbürgen” pentru a putea accepta formarea numelui în dispută.
K.J.Schröer consideră că numele de „Siebenbürgen” ar veni de la regiunea muntoasă din Germania, „Siebengebirge” (Șapte munți), supoziție necredibilă prin simplul fapt că nu au fost menționați coloniști în Transilvania care să provină din acea regiune. Fritz Holzträger, susține o teză similară pornind de la modul de formare a denumirilor  din regiunea Rinului cu numeralul „sieben”. Toate dovezile documentare sunt însă mai târzii, folosind cuvântul dialectal „Sewenberjen” prin care el consideră că locuitorii din zona Cibinului l-ar fi dat Carpaților Meridionali și denumirea s-ar fi referit doar la provincia Sibiului, „berjen” transformându-se în „bürgen” (cetăți).
Johann Wolff supune atenției opinia că numele ar veni de la „cele Șapte Scaune”, a căror regiune administrată de sași coincide cu teritoriul al carui nume este atat de disputat. Cum „scaunele” erau în număr de șapte, dar menționarea documentară a lor este datată de abia în secolul al XIV-lea și la nivelul anului 1200 procesul de colonizare era în plină desfășurare, Th.Nägler consideră că „Siebenbürgen” este mai veche decât organizarea administrativă a provinciei Sibiului.
Kurt Horedt în cercetările sale arheologice a constatat existența a zece cetăți de graniță în sudul Transilvaniei: Cisnădie, Avrig, Rășinari, Sibiel, Tilișca, Orlat, Săsciori, Gârbova, Tălmaciu și  Lauterburg (Boița, lângă Turnu Roșu). K. Horedt este de părere că șapte dintre ele au reprezentat baza pentru formarea numelui „Siebenbürgen”. Cum numele de „Siebenbürgen” era deja omniprezent la începutul secolului al XIII-lea, dovezile arheologice ale lui K. Horedt nu corespund cazului studiat deoarece săpăturile efectuate au identificat construcții ridicate cel mai devreme în a doua jumătate a secolului al XIII-lea.
Într-un mod similar colonizării germane în Transilvania, ungurii și secuii erau, în momentul stabilirii lor în Panonia, organizați în regiuni tribale și ulterior în comitate, iar în Transilvania în triburi și ginți, și mult mai târziu în scaune. Este cunoscut faptul că secuii, din cele șase triburi, au format șapte scaune din care șase în sud-estul Transilvaniei urmate de scaunul Arieș din Munții Apuseni. Mai vechi decât scaunele secuiești și cele săsești au fost cele șapte comitate transilvănene ungurești. Asemănător sașilor, secuilor și ungurilor, există mențiuni documentare de organizări teritoriale în șapte scaune ale cumanilor în Ungaria și chiar ale românilor din Banat.
Toate cercetările și disputele în jurul numelui „Siebenbürgen” conduc la conturarea ideii că atât comitatele inițiale săsești și cele șapte scaune cât și denumirea în cauză provin din perioada cuceririi ungare. Astfel, primele mențiuni documentare amintesc prima dată, secolul al XII-lea, de comitatele ungurești și mai târziu de scaunele secuiești și săsești, ultimele două având aceeași perioadă de formare.